# 女ひとり
「女ひとり」（おんなひとり）は、永六輔作詞、いずみたく作曲、デューク・エイセスが歌ったご当地ソング。
「にほんのうた」シリーズの一曲で、京都府を舞台とした楽曲。
1965年に制作され、ヒットした。福岡県を舞台とした「ぼた山」との両A面シングル（東芝レコード TP-1117）として発売された。
歌詞には、京都の三千院、高山寺、大覚寺の3つの寺院が登場する。
地元・京都放送では近畿放送時代の1980年代、インストルメンタルがラジオ市政情報番組『京都市だより』のBGMとして使われていたことがある。
京都バスでは大原到着時の車内チャイムとしてこの曲が使用されていた。大原がこの曲に登場する三千院の最寄りの停留所であることからこの曲が使用されていた。なお現在は別曲に変更され使用されていない。
よく「京都大原三千院」の一節を「京都大原三千円」と替え歌される。

## シングル収録曲
1. 女ひとり（京都）（3分20秒）
  - 作詞：永六輔、作曲・編曲：いずみたく、伴奏：東芝レコーディング・オーケストラ
2. ぼた山（福岡）（4分19秒）
  - 作詞：永六輔、作曲・編曲：いずみたく、伴奏：東芝レコーディング・オーケストラ

## カバー
- 渚ゆう子 - アルバム『京おんな 渚ゆう子京都を唄う』（1973年）
- 石川さゆり - スタジオ・アルバム『あいあい傘』（1976年）
- 柏原芳恵 - アルバム『アンコール2』（2010年）
- 大沢桃子 - シングル『京都洛北路/女ひとり』（2010年）